# Ставрос (Иматија)
Ставрос (грч. Σταυρός) је насељено место у општини Александрија у периферији Средишња Македонија, Грчка. Према попису из 2021. године било је 1.064 становника.
Према бугарском географу и историчару, Василу Канчову, у Ставросу је 1900. године живело 120 Грка. После 1923. године насељено је 27 грчких избегличких породица, укупно 130 особа. На попису из 1928. године у селу је било 277 житеља. Након исушења Ениџеварсдарског језера 1935 године, насељене су претежно избегличке породице, тако је 1940. године Ставрос имао 746 становника.